# Boris Vian
Boris Vian (Ville-d’Avray, 1920. március 10. – Párizs, 1959. június 23.): francia író, költő, muzsikus, írói álneve Vernon Sullivan.

## Élete
...és egyetlen csinos lány sincs a társaságban, mert a csinos lányok mindig későn jönnek.
Vian a francia avantgárd művészet különös, kihívó alakja volt. Rendkívül sokoldalú tehetség, aki jazz-muzsikusként, zeneszerzőként és festőként is elismert. Eredeti szakmája matematikus volt, műszaki főiskolát végzett. A Francia Szabványügyi Hivatalban szerzett unalmas tapasztalatai, valamint a világháborús és ifjúkori élményei szolgáltak alapul 1947-ben saját neve alatt megjelent első regényéhez. Vernon Sullivan álnéven közreadott, parodisztikus botránykönyveiért többször perbe fogták, ugyanakkor milliókat keresett velük.
Tagja volt különböző egzisztencialista köröknek és a ’Patafizikai Társaságnak is, ahol „Első Satrafának” választották. Chandler-regényeket és Strindberg-drámákat fordított egyebek mellett. A Meghajszolt vad amerikai színes bőrű szerzője, Richard Wright műveinek átültetése is inspirálta álnéven publikált „négerregényeit”. 1945-től kezdve Sartre baráti köréhez tartozott, rendszeresen publikált a Temps Modernes folyóiratban. Camus Combat című lapjának jazzrovatát vezette, munkatársa volt a Jazz Hot folyóiratnak, s Jazz News címmel maga is szerkesztett lapot. Muzsikált Miles Davisszel is.
Ötszáznál több dalt írt. Le Déserteur című pacifista dalával az algériai háború ellen tiltakozott, más lemezein a francia sanzon hagyományait folytatta, de ő írta az első francia rock-szövegeket is. A Philips, majd a Fontana hanglemezkiadó művészeti vezetője lett.
Kisebb szerepet alakított Delannoy filmjében, a Párizsi Notre-Dame-ban, Kast filmjeiben, majd 1959-ben Roger Vadim Veszedelmes viszonyokjában. 1959. június 23-án az álnéven írt regényéből tiltakozása ellenére készült Köpök a sírotokra című film premier előtti vetítése közben felállt, dühös, trágár megjegyzést tett a hamis, torz adaptációra, majd összeesett. Szívrohamot kapott, ami a szívritmuszavarral küszködő Vian számára végzetesnek bizonyult: útban a kórház felé a mentőautóban vesztette életét. 39 éves volt.

## Jelentősége
Vian művei meglepő humorral, költői érzelmességgel, szürrealista cselekménnyel, és elegáns cinizmussal léptek túl az egzisztencialista búskomorságon.
Élni annyit jelent, mint nevetni a halálon, és belehalni a röhögésbe.
Vian senkit nem követett irodalmi műveiben, egyedül Alfred Jarry utódja szeretett volna lenni. Írásait eredeti tehetség, bravúros nyelvhasználat és polgárpukkasztó tartalom jellemzi. Az utókor által legjobbnak ítélt művei az 1946-ban készült Tajtékos napok – amelyet Raymond Queneau „korunk legmeghatóbb szerelmi regényének” nevezett – és a Pekingi ősz. Azonban életében alig néhány ezer példányt vásároltak a saját neve alatt kiadott regényeiből – a kritika közönnyel vagy értetlenséggel fogadta azokat –, míg a Sullivan-regények százezres példányszámban fogytak.

## Művei
- Venyigeszú és a Plankton (Vercoquin et le plancton, 1946) – Európa, 1984, PolgArt, 2001, Cartaphilus, 2008, Helikon, 2014
- Tajtékos napok (L'Écume des jours, 1946) – Európa, 1969, 1977, 1979, Merhávia, 1993, [1999], 2005, 2006, Parlando Hangoskönyvkiadó, 2007, Cartaphilus, 2011, Helikon, 2016
- Pekingi ősz (L’Automne à Pékin, 1947) – Magvető, 1971, Holló és Társa, [1992], Polgár, 1996, PolgArt, 2001, Cartaphilus, 2009
- Barnum's Digest, 1948 (verseskötet)
- Cantilènes en gelée [Dalok aszpikban], 1949 (versgyűjtemény)
- A hangyák (Les Fourmis, 1949) – részben (11 novellából 6): Blues egy fekete macskáért, Cartaphilus, 2008, részben (3 novella): A kék liba, Cartaphilus, 2009, részben (1 novella): Tábornokok uzsonnája, Helikon, 2016
- Piros fű (L'Herbe rouge, 1950) – Polgár, 1997, Cartaphilus, 2007
- Szívtépő (L'Arrache-cœur, 1953) – Cartaphilus, 2007 (korábban: Hullasztó címen – Polgár, 1998)
- Birodalomépítők, avagy a Schmürz (Les Bâtisseurs d'empire ou le Schmürz, 1959) (dráma) – a Tábornokok uzsonnája kötetben, Helikon, 2016

### Posztumusz kötetek
- Tábornokok uzsonnája (Le Goûter des généraux, 1962) (dráma) – a Tábornokok uzsonnája kötetben, Helikon, 2016
- Alvilágjárók (Trouble dans les Andains, 1966) – Helikon, 2014 (korábban: Kalandárium – PolgArt, 2000)
- Le Loup-garou [A farkasember], 1970 (novellák) – ebből 5 novella A kék libában, Cartaphilus, 2009
- La Belle époque [A boldog békeidők],1972 (novellák) – ebből 3 novella a Tábornokok uzsonnája kötetben, Helikon, 2016
- Le Ratichon baigneur [A fürdőző csuhás], 1981 (novellák) – ebből 4 novella A kék libában, Cartaphilus, 2009, további 4 novella a Tábornokok uzsonnája kötetben, Helikon, 2016
- Mindenkit megnyúzunk! (L'équarrissage pour tous) (drámák) – Cartaphilus, 2010

### Vernon Sullivan álnéven
- Köpök a sírotokra (J’irai cracher sur vos tombes, 1946) – Láng Kiadó, [1989], PolgArt, 1999, Cartaphilus, 2008
- A holtaknak már mindegy (Les morts ont tous la même peau, 1947) – Cartaphilus, 2011 (korábban: Minden hulla fekete címen – Láng, 1991)
- Pusztuljon minden rusnyaság! (Et on tuera tous les affreux, 1948) – Cartaphilus, 2012 (korábban: Öljünk meg minden rohadékot! címen – Láng, 1990)
- Ki érti a nőket? (Elles se rendent pas compte, 1950) – Cartaphilus, 2014 (korábban: És mindez a nők miatt – Láng, 1992)

## Magyarul
- Tajtékos napok. Regény; ford., utószó Bajomi Lázár Endre; Európa, Bp., 1969 (Modern könyvtár)
- Pekingi ősz. Regény; ford. Pődör László, bev. B. Mészáros Vilma; Magvető, Bp., 1971 (Világkönyvtár)
- Birodalomépítők avagy a Schmürz; bev., ford. Vinkó József; in: Színház, 1979/okt.
- Venyigeszú és a plankton; ford. Bognár Róbert; Európa, Bp., 1984 (Vidám könyvek)
- Köpök a sírotokra; ford. Rózsa László; Láng, Bp., 1989
- Öljünk meg minden rohadékot!; ford. Vinkó József; Láng, Bp., 1990
  - (Pusztuljon minden rusnyaság!; Szépséghiba. Avagy a minőség bosszúja címen is)
- Minden hulla fekete; ford. Ádám Péter; Láng, Bp., 1991
  - (A holtaknak már mindegy címen is)
- És mindez a nők miatt; ford. Barabás József; Láng, Bp., 1992
  - (Ki érti a csajokat? címen is)
- Piros fű; ford. Bognár Róbert; Polgár, Bp., 1997
- Hullasztó; ford. Vargyas Zoltán, versford. Lator László; Polgár, Bp., 1998 (Polgár könyvek)
  - (Szívtépő címen is)
- Vernon Sullivanː Köpök a sírotokra; ford. Rózsa László; 2. jav. kiad.; PolgART, Bp., 1999
- Kalandárium; ford. Rózsa László; PolgART, Bp., 2000
  - (Alvilágjárók címen is)
- Venyigeszú és a plankton; ford. Bognár Róbert; jav. kiad.; Cartaphilus, Bp., 2008 (Szórakoztató metafizika)
- Szívtépő; ford. Vargyas Zoltán, versford. Lator László; Cartaphilus, Bp., 2008 (Szórakoztató metafizika)
  - (Hullasztó címen is)
- Blues egy fekete macskáért. Novellák; ford. Domonkos Eszter et al.; Cartaphilus, Bp., 2008 (Szórakoztató metafizika)
- Pekingi ősz; ford. Pődör László; jav. kiad.; Cartaphilus, Bp., 2009 (Szórakoztató metafizika)
- A kék liba. Novellák 2.; Cartaphilus, Bp., 2009 (Szórakoztató metafizika)
- Mindenkit megnyúzunk! Drámák / A legalja mesterség / Köpök a sírotokra / Medusza-fő; ford. Pacskovszky Zsolt, Takács M. József, Vinkó József; Cartaphilus, Bp., 2010 (Szórakoztató metafizika)
- Vernon Sullivanː A holtaknak már mindegy; ford. Ádám Péter; jav. kiad.; Cartaphilus, Bp., 2011 (Szórakoztató metafizika)
  - (Minden hulla fekete címen is)
- Vernon Sullivanː Pusztuljon minden rusnyaság!; ford. Vinkó József; jav. kiad.; Cartaphilus, Bp., 2012 (Szórakoztató metafizika)
  - (Öljünk meg minden rohadékot!; Szépséghiba. Avagy a minőség bosszúja címen is)
- Alvilágjárók; ford. Takács M. József; Helikon, Bp., 2013
  - (Kalandárium címen is)
- Vernon Sullivanː Ki érti a csajokat?; ford. Lőrinszky Ildikó; Cartaphilus, Bp., 2014 (Szórakoztató metafizika)
  - (És mindez a nők miatt címen is)
- Tábornokok uzsonnája; összeáll., ford., utószó Takács M. József; Helikon, Bp., 2016
- Piros fű; ford. Bognár Róbert, utószó Takács M. József; Helikon, Bp., 2017
- Pekingi ősz; ford. Pődör László, utószó Takács M. József; Helikon, Bp., 2019
- Tajtékos napok; utószó Takács M. József, ford. Bajomi Lázár Endre; Helikon, Bp., 2020
- Boris Vian + OuLiPo: Nem úszhatjuk meg; ford., utószó Takács M. József; Helikon, Bp., 2021
- Szépséghiba. Avagy a minőség bosszúja; ford. Vinkó József; Európa, Bp., 2024
  - (Öljünk meg minden rohadékot!; Pusztuljon minden rusnyaság! címen is)